# Velbloudovití
Velbloudovití jsou jedinou čeledí podřádu mozolnatci. Zahrnuje velbloudy, lamy a vikuně. Pro velbloudovité je typická jejich zvláštní chůze, tzv. mimochod, kdy se současně pohybuje přední i zadní končetina na jedné straně a tím je jejich chůze kymácivá.

## Systém
Podobně jako u mnohých jiných zvířat se názory na klasifikaci recentních velbloudovitých liší, ale podle genetických průzkumů by měl vypadat nejspíše takto:
- rod: velbloud (Camelus):[1]
  - druh: velbloud jednohrbý (C. dromedarius) – také zvaný „dromedár“
  - druh: velbloud dvouhrbý (C. bactrianus) – také zvaný „drabař“
  - druh: velbloud dvouhrbý divoký (C. ferus)
- rod: lama (Lama)
  - druh: guanako (Lama guanicoe)
    - forma: lama krotká (Lama guanicoe f. glama) – zdomácnělá a následně opět zdivočelá forma guanaka
- rod: vikuňa (Vicugna)
  - druh: vikuňa (Vicugna vicigna)
    - forma: alpaka (Vicugna vicigna f. pacos) – zdomácnělá forma vikuně, dříve považována za formu gaunaka jako Lama pacos

### Kříženci
- Kříženci velbloudů
- Cama – kříženec samce velblouda jednohrbého (Camelus dromedarius) se samicí lamy krotké (Lama glama)
- Huarizo – kříženec samce lamy krotké (Lama glama) se samicí alpaky (Vicugna pacos)

## Rozšíření

Původ čeledi
Třetihorní rozšíření
Současné rozšíření
Introdukované rozšíření

Lamy se vyskytují v Jižní Americe, domestikované formy jsou chovány kosmopolitně. Velbloudy můžeme potkat na Blízkém východě a v severní Africe, kde polodivoce žijí velbloudi jednohrbí, a ve střední Asii, kde dosud žijí divocí velbloudi dvouhrbí, ze kterých je odvozena jeho domestikovaná forma. Není-li velbloud jednohrbý odvozen také z divokých drabařů, tak je možné, že jeho předkem je fosilní druh Camelus thomasi doložený z Předního východu. Velbloudy jednohrbé lze najít i v Austrálii, kam byli uměle vysazeni. Evoluční původ čeledi se paradoxně nalézá v Severní Americe, odkud se velbloudovití rozšířili do Asie a Jižní Ameriky, následně však v této oblasti vyhynuli a čeleď se tak vyskytuje ve dvou izolovaných regionech.

## Anatomie
Pro velbloudovité jsou typické dlouhé, štíhlé nohy a krk a malá hlava. Hustý kožich je chrání před sluncem i zimou. Na rozdíl od většiny sudokopytníků, kteří mají na končetinách ještě i 2. a 5. prst v podobě paspárků, mají velbloudovití zachovaný jen 3. a 4. prst a ostatní prsty mají pouze v podobě drobných kůstek. Také se liší tím, že nejsou jako ostatní kopytníci prstochodci, ale našlapují na poslední tři články prstů kryté mozolem. To je chrání před rozpáleným povrchem, po kterém chodí, a také dovoluje chodit po písku.
Velbloudovití mají třídílný žaludek. Dva předžaludky – bachor a čepec – a vlastní žaludek – slez. Zvláštností jsou také speciálně upravené přední zuby a krátké slepé střevo. Zajímavou odlišností od ostatních savců jsou oválné červené krvinky, které jim tak umožňují lépe hospodařit s vodou.

## Způsob života
Velbloudi a lamy žijí většinou ve stádech vedených dominantním samcem. Někdy samci vytvářejí mládenecké skupiny nebo žijí samotářsky. Pro tato zvířata je charakteristické plivání jako jedna z obranných taktik. Využívají několik typů plivání, od výhrůžného plivání pouze slin až po vyprázdnění natráveného obsahu předžaludků. Vzhledem k oblastem jejich výskytu nejsou zástupci této čeledi nároční na potravu, často si vystačí pouze se suchou trávou. Velbloudi vydrží až 40 dní bez potravy a na rozdíl od lam také mnoho dní bez vody. Samice rodí přibližně jednou za rok jedno mládě.